# The Vibrators
The Vibrators je britská punk rocková skupina založená v roce 1976.

## Historie

### Počátky
The Vibrators založili Ian 'Knox' Carnochan, baskytarista Pat Collier, kytarista John Ellis a bubeník John 'Eddie' Edwards. Poprvé o sobě dali vědět na 100 Club Punk Festival, kde vystoupili jako doprovodná kapela Chrise Speddinga. Ten je také doporučil Mickiemu Mostovi, který produkoval a také ve svém vydavatelství RAK Records vydal první singl skupiny „We Vibrate“. Skupina také v letech 1976-1978 několikrát hrála v pořadu Johna Peela pro BBC Radio 1 a v květnu 1977 předskakovala Iggy Popovi na jeho britském turné.

### Epic Records
Kapela podepsala smlouvu s Epic Records na počátku roku 1977. Jejich debutové album Pure Mania produkoval Robin Mayhew, který předtím spolupracoval například s Davidem Bowiem, a dostalo se v britských žebříčcích UK Albums Chart do Top 50. Toto album zařadila The Guinness Encyclopedia of Popular Music, po 17 letech od vydání mezi 50 nejlepších punkových desek všech dob.
Jejich následující album V2 jen těsně minulo britské Top 30, když skončilo na 33. příčce, což z něj dělá nejúspěšnější desku skupiny.
Singl „Automatic Lover“ z tohoto alba se jako jediný singl The Vibrators dostal do britského Top 40, když dosáhl na 35. místo.
Kapele to zajistilo vystoupení v populárním televizním pořadu Top of the Pops. Jejich poslední singl pro Epic „Judy Says (Knock You In The Head)“ vyšel v červnu 1978 a vystoupal na 70. příčku britského žebříčku.

### Následující roky
Skupině se poté již znovu nepovedlo zapsat do britských žebříčků, ale přes mnoho personálních změn hraje dodnes.
V dubnu 2011 z kapely odešel ze zdravotních důvodů (srdeční potíže) frontman a autor většiny skladeb Knox, kterého nahradil Nigel Bennett, který dříve působil například v The Members. Bennett skupinu opustil ke konci roku 2012, a jeho místo zaujal Darrel Bath, jež se skupinou hrál již jednou v roce 1996. Momentálně se zpěvu ujal baskytarista Pete Honkamaki, který pochází z Finska. Posledním původním členem tak zůstává bubeník John 'Eddie' Edwards.
Skupina mnohokrát vystoupila i v České republice.

## Vliv
Street punková skupina The Exploited nahrála cover verzi písně „Troops of Tomorrow“ od Vibrators a pojmenovala tak i své album z roku 1982. Stejnou píseň nahrála i polská death metalová skupina Vader jako bonusovou skladbu na jejich albu Welcome to the Morbid Reich z roku 2011.
Skupina Stiff Little Fingers si vzala svůj název ze stejnojmenné písně od Vibrators.
Píseň „Automatic Lover“ byla inspirací pro skladbu „Automat svět“ /automatický milovník/ české rockové skupiny Brutus.

## Diskografie

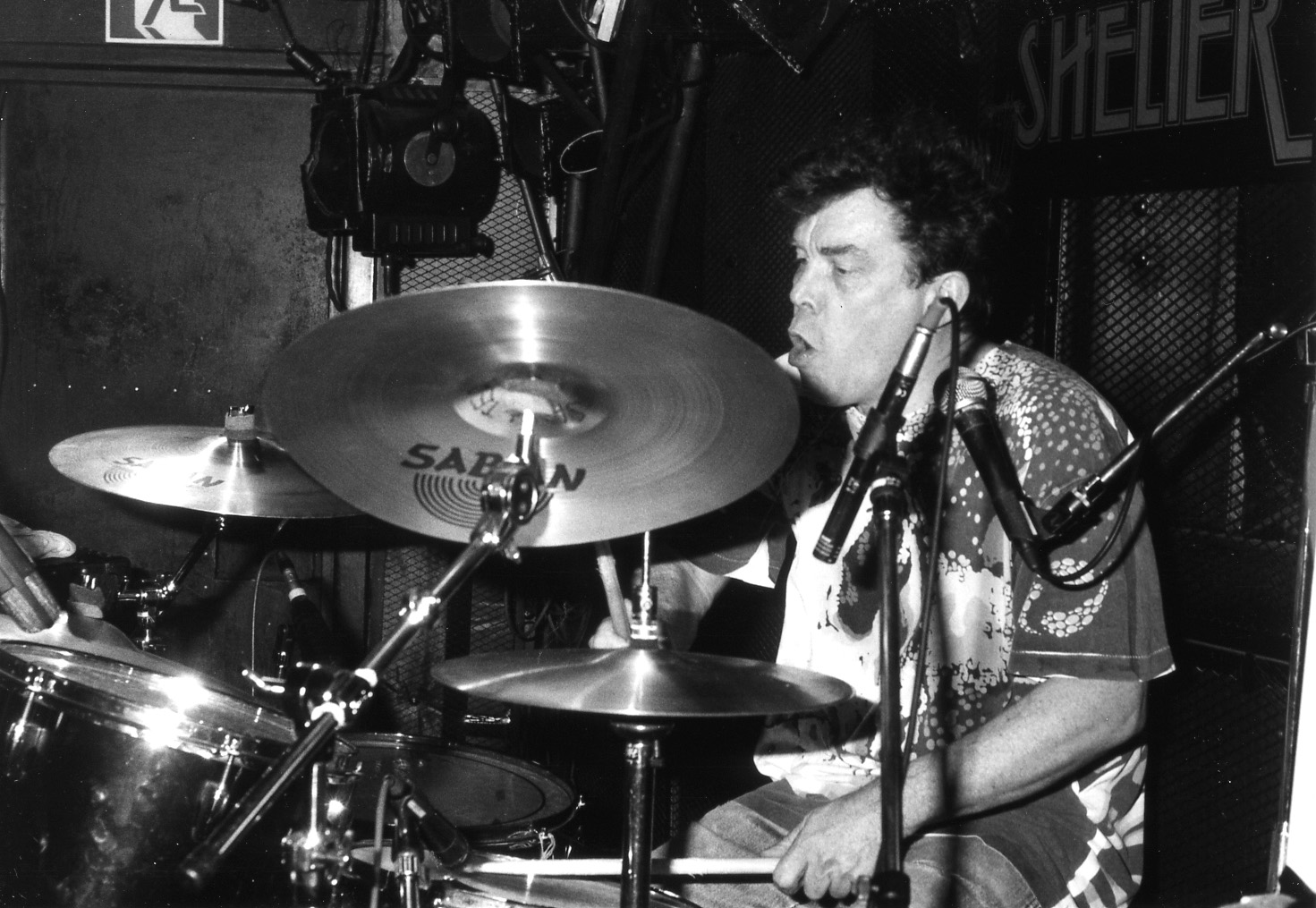
John "Eddie" Edwards, bubeník The Vibrators

### Studiová alba
- Pure Mania (Epic, EPC 82097, June 1977) # 49 UK Albums Chart[9]
- V2 (Epic, EPC 82495, April 1978) # 33
- Yeah Yeah Yeah – 1980
- Guilty (Anagram, GRAM 002, 1983)
- Alaska 127 – 1984
- Fifth Amendment – 1985
- Recharged – 1988
- Meltdown – 1988
- Vicious Circle – 1989
- Volume 10 – 1990
- Hunting For You – 1994
- Unpunked – 1996
- French Lessons With Correction – 1997
- Buzzin' – 1999
- Noise Boys – 2000
- Energize – 2002
- Punk: The Early Years – 2006 (Cover album)
- Garage Punk – 2009 (Cover album)
- Pure Punk – 2009 (Cover album)
- Under The Radar – 2009
- On The Guest List – 2013
- Punk Mania: Return to the Roots – 2014
- Restless – 2017

### Singly do roku 1980
- „We Vibrate“ / „Whips And Furs“ (RAK, RAK 245, listopad 1976)
- „Pogo Dancing“ / „The Pose“ (RAK, RAK 246, listopad 1976)
- „Bad Times“ / „No Heart“ (RAK, RAK 253, květen 1977)
- „Baby Baby“ / „Into The Future“ (Epic Records, SEPC 5302, květen 1977)
- „London Girls“ (Live) / „Stiff Little Fingers“ (Live) (Epic Records, SEPC 5565, srpen 1977)
- „Automatic Lover“ / „Destroy“ (Epic Records, SEPC 6137, květen 1978) # 35 UK Singles Chart[9]
- „Judy Says (Knock You In The Head)“ / „Pure Mania“ (Epic Records, SEPC 6393, červen 1978) # 70
- „Disco in Mosco“ / „Take A Chance“ (Rat Race Records, RAT 4, říjen 1980)[10]